# Urosaurus bicarinatus
Urosaurus bicarinatus là một loài thằn lằn trong họ Phrynosomatidae. Loài này được Duméril mô tả khoa học đầu tiên năm 1856.